# A Ferencvárosi TC 1987–1988-as szezonja
A Ferencvárosi TC 1987–1988-as szezonja szócikk a Ferencvárosi TC első számú férfi labdarúgócsapatának egy szezonjáról szól, mely összességében és sorozatban is a 87. idénye volt a csapatnak a magyar első osztályban. A klub fennállásának ekkor volt a 89. évfordulója.

## Mérkőzések
| Színmagyarázat | Színmagyarázat |
| -------------- | -------------- |
|                | Győzelem.      |
|                | Döntetlen.     |
|                | Vereség.       |

### NB 1 1987–88

#### Őszi fordulók
| 1. forduló 1987. augusztus 16. |

| Ferencváros                       | 2 – 0               | Debreceni MVSC             |
| --------------------------------- | ------------------- | -------------------------- |
| Fischer 40' Dzurják 68' Topor 31' | (1 – 0) Jegyzőkönyv | Duró 22' Till 56′ Kiss 61' |

| Üllői út, Budapest Nézőszám: 17 000 Játékvezető: Nagy László (magyar) |

| 2. forduló 1987. augusztus 19. |

| Budapesti Honvéd      | 2 – 0               | Ferencváros                          |
| --------------------- | ------------------- | ------------------------------------ |
| Kovács 15' Lippai 56' | (1 – 0) Jegyzőkönyv | Keller 40' Kajdy 41′, 70′ Pintér 67' |

| Bozsik József Stadion, Budapest Nézőszám: 20 000 Játékvezető: Nagy Béla (magyar) |

| 3. forduló 1987. augusztus 22. |

| Ferencváros           | 0 – 1               | Pécsi MSC                              |
| --------------------- | ------------------- | -------------------------------------- |
| Pintér 29' Keller 70' | (0 – 1) Jegyzőkönyv | Lovász 16' Lutz 3' Hámori 40' Turi 50' |

| Üllői út, Budapest Nézőszám: 18 000 Játékvezető: Győri László (magyar) |

| 4. forduló 1987. augusztus 29. |

| Rába ETO                          | 2 – 0               | Ferencváros               |
| --------------------------------- | ------------------- | ------------------------- |
| Bordás 7' Preszeller 65' Kiss 87' | (1 – 0) Jegyzőkönyv | Limperger 57' Fischer 78' |

| Rába ETO Stadion, Győr Nézőszám: 20 000 Játékvezető: Kovács I. László (magyar) |

| 5. forduló 1987. szeptember 2. |

| Ferencváros                                                                | 3 – 3               | Vasas                                          |
| -------------------------------------------------------------------------- | ------------------- | ---------------------------------------------- |
| Balog 11' (öngól) Fischer 21' (11-esből) Dzurják 55' Kincses 42' Topor 66' | (2 – 1) Jegyzőkönyv | Teodoru 31' 39' Szabadi 50' 87' 51' Gubucz 71' |

| Üllői út, Budapest Nézőszám: 25 000 Játékvezető: Németh Lajos (magyar) |

| 6. forduló 1987. szeptember 13. |

| Haladás VSE  | 0 – 0               | Ferencváros          |
| ------------ | ------------------- | -------------------- |
| Schäffer 53' | (0 – 0) Jegyzőkönyv | Simon 22' Keller 83' |

| Rohonci úti stadion, Szombathely Nézőszám: 13 000 Játékvezető: Nagy László (magyar) |

| 7. forduló 1987. szeptember 27. |

| Ferencváros                         | 3 – 0               | Kaposvári Rákóczi               |
| ----------------------------------- | ------------------- | ------------------------------- |
| Fischer 20' 34' 78' Dzurják 68' 54' | (2 – 0) Jegyzőkönyv | Kraft 39' Meksz 52' Adorján 59' |

| Üllői út, Budapest Nézőszám: 10 000 Játékvezető: Bay Ferenc (magyar) |

| 8. forduló 1987. október 4. |

| Békéscsabai Előre Spartacus         | 1 – 1               | Ferencváros                                       |
| ----------------------------------- | ------------------- | ------------------------------------------------- |
| Ottlakán 79' (11-esből) Fabulya 77' | (0 – 1) Jegyzőkönyv | Pintér 35' Kajdy 31' Dzurják 43' Fischer 84′, 84′ |

| Kórház utcai stadion, Békéscsaba Nézőszám: 12 000 Játékvezető: Pádár László (magyar) |

| 9. forduló 1987. október 7. |

| Ferencváros | 1 – 1               | Váci Izzó              |
| ----------- | ------------------- | ---------------------- |
| Kvaszta 63' | (0 – 1) Jegyzőkönyv | Mózner 13' Horváth 50' |

| Üllői út, Budapest Nézőszám: 15 000 Játékvezető: Bognár István (magyar) |

| 10. forduló 1987. október 18. |

| Ferencváros                       | 1 – 3               | Zalaegerszegi TE                            |
| --------------------------------- | ------------------- | ------------------------------------------- |
| Dzurják 76' (11-esből) Pintér 86' | (0 – 1) Jegyzőkönyv | Farkas 13' 65' Páli 71' Balog 61' Sípos 83' |

| Üllői út, Budapest Nézőszám: 15 000 Játékvezető: Makó István (magyar) |

| 11. forduló 1987. október 24. |

| Videoton                                  | 2 – 2               | Ferencváros                  |
| ----------------------------------------- | ------------------- | ---------------------------- |
| Májer 18' Emmer 76'Horváth 50' Kanyok 59' | (1 – 0) Jegyzőkönyv | Horváth 67' (öngól) Nagy 73' |

| Sóstói Stadion, Székesfehérvár Nézőszám: 10 000 Játékvezető: Hartmann Lajos (magyar) |

| 12. forduló 1987. október 28. |

| Ferencváros | 1 – 1               | Tatabányai Bányász                |
| ----------- | ------------------- | --------------------------------- |
| Kincses 16' | (1 – 1) Jegyzőkönyv | Plotár 12' Szalma 50' Udvardi 54' |

| Üllői út, Budapest Nézőszám: 22 000 Játékvezető: Huták Antal (magyar) |

| 13. forduló 1987. október 31. |

| Újpesti Dózsa        | 1 – 4               | Ferencváros                                             |
| -------------------- | ------------------- | ------------------------------------------------------- |
| Katona 75' Varga 38' | (0 – 1) Jegyzőkönyv | Dukon 15' Kakas 49' (öngól) Fischer 60' 74' Strausz 27' |

| Megyeri út, Budapest Nézőszám: 16 000 Játékvezető: Németh Lajos (magyar) |

| 14. forduló 1987. november 7. |

| Ferencváros           | 1 – 0               | Siófoki Bányász       |
| --------------------- | ------------------- | --------------------- |
| Topor 13' Strausz 83' | (1 – 0) Jegyzőkönyv | Keszeg 30' Balázs 68' |

| Üllői út, Budapest Nézőszám: 16 000 Játékvezető: Nagy László (magyar) |

| 15. forduló 1987. november 22. |

| MTK–VM                              | 3 – 1               | Ferencváros                    |
| ----------------------------------- | ------------------- | ------------------------------ |
| Pölöskei 10' Szeibert 20' Varga 34' | (3 – 0) Jegyzőkönyv | Bús 53' Topor 23' Zsiborás 74' |

| Hungária körút, Budapest Nézőszám: 15 000 Játékvezető: Molnár László (magyar) |

#### Tavaszi fordulók
| 16. forduló 1988. március 5. |

| Debreceni MVSC                    | 2 – 2               | Ferencváros               |
| --------------------------------- | ------------------- | ------------------------- |
| Bücs 48' 79' Melis 80' Plókai 51' | (0 – 0) Jegyzőkönyv | Fischer 53' 88' Bánki 70' |

| Nagyerdei stadion, Debrecen Nézőszám: 14 000 Játékvezető: Plasek Gábor (magyar) |

| 17. forduló 1988. március 12. |

| Ferencváros        | 1 – 1               | Budapesti Honvéd   |
| ------------------ | ------------------- | ------------------ |
| Csuhay 61' (öngól) | (0 – 1) Jegyzőkönyv | Fodor 45' Sass 13' |

| Üllői út, Budapest Nézőszám: 20 000 Játékvezető: Huták Antal (magyar) |

| 18. forduló 1988. március 19. |

| Pécsi MSC                     | 1 – 0               | Ferencváros |
| ----------------------------- | ------------------- | ----------- |
| Toma 34' Bérczy 59' Kónya 69' | (1 – 0) Jegyzőkönyv | Pintér 57'  |

| PMFC Stadion, Pécs Nézőszám: 16 000 Játékvezető: Pádár László (magyar) |

| 19. forduló 1988. március 30. |

| Ferencváros                                        | 5 – 2               | Rába ETO                                       |
| -------------------------------------------------- | ------------------- | ---------------------------------------------- |
| Fischer 8' 15' Bánki 60' Limperger 62' Kincses 73' | (2 – 1) Jegyzőkönyv | Turbék 37' Mörtel 87' Pecsics 34' Hlagyvik 80' |

| Üllői út, Budapest Nézőszám: 18 000 Játékvezető: Fekete Miklós (magyar) |

| 20. forduló 1988. április 2. |

| Vasas                          | 1 – 0               | Ferencváros           |
| ------------------------------ | ------------------- | --------------------- |
| Zentai 21' Gubucz 64' Boda 82' | (1 – 0) Jegyzőkönyv | Pintér 65' Keller 90' |

| Fáy utca, Budapest Nézőszám: 20 000 Játékvezető: Németh Lajos (magyar) |

| 21. forduló 1988. április 9. |

| Ferencváros        | 1 – 0               | Haladás VSE |
| ------------------ | ------------------- | ----------- |
| Dukon 9' Simon 41' | (1 – 0) Jegyzőkönyv | Neudl 52'   |

| Üllői út, Budapest Nézőszám: 18 000 Játékvezető: Makó István (magyar) |

| 22. forduló 1988. április 16. |

| Kaposvári Rákóczi              | 1 – 0               | Ferencváros |
| ------------------------------ | ------------------- | ----------- |
| Bócz 82' Csrepka 12' Barna 74' | (0 – 0) Jegyzőkönyv |             |

| Rákóczi Stadion, Kaposvár Nézőszám: 10 000 Játékvezető: Molnár László (magyar) |

| 23. forduló 1988. április 20. |

| Ferencváros                                 | 3 – 1               | Békéscsabai Előre Spartacus      |
| ------------------------------------------- | ------------------- | -------------------------------- |
| Topor 29' Pintér 44' (11-esből) Kincses 69' | (2 – 1) Jegyzőkönyv | Adorján 31' Ottlakán 8' Vígh 35' |

| Üllői út, Budapest Nézőszám: 15 000 Játékvezető: Varga László (magyar) |

| 24. forduló 1988. április 30. |

| Váci Izzó                             | 2 – 1               | Ferencváros          |
| ------------------------------------- | ------------------- | -------------------- |
| Mózner 14' Talapa 66' 28' Hermann 65' | (1 – 1) Jegyzőkönyv | Bánki 27' Pintér 90' |

| Ligeti Stadion, Vác Nézőszám: 13 000 Játékvezető: Fekete Miklós (magyar) |

| 25. forduló 1988. május 7. |

| Zalaegerszegi TE | 0 – 2               | Ferencváros                                 |
| ---------------- | ------------------- | ------------------------------------------- |
| Balog 70'        | (0 – 0) Jegyzőkönyv | Fischer 60' Pintér 69' (11-esből) Simon 55' |

| ZTE Stadion, Zalaegerszeg Nézőszám: 3 500 Játékvezető: Plasek Gábor (magyar) |

| 26. forduló 1988. május 14. |

| Ferencváros                              | 3 – 0               | Videoton   |
| ---------------------------------------- | ------------------- | ---------- |
| Limperger 28' Fischer 42' Vaszil 76' 50' | (2 – 0) Jegyzőkönyv | Kanyok 14' |

| Üllői út, Budapest Nézőszám: 18 000 Játékvezető: Puhl Sándor (magyar) |

| 27. forduló 1988. május 22. |

| Tatabányai Bányász    | 0 – 2               | Ferencváros           |
| --------------------- | ------------------- | --------------------- |
| Szalma 10' Plotár 27' | (0 – 0) Jegyzőkönyv | Dukon 65' Dzurják 82' |

| Városi Stadion, Tatabánya Nézőszám: 12 000 Játékvezető: Szabó Béla (magyar) |

| 28. forduló 1988. május 28. |

| Ferencváros | 0 – 0               | Újpesti Dózsa                   |
| ----------- | ------------------- | ------------------------------- |
|             | (0 – 0) Jegyzőkönyv | Szlezák 34' Aczél 68' Varga 89' |

| Üllői út, Budapest Nézőszám: 25 000 Játékvezető: Huták Antal (magyar) |

| 29. forduló 1988. június 1. |

| Siófoki Bányász           | 1 – 5               | Ferencváros                                                                   |
| ------------------------- | ------------------- | ----------------------------------------------------------------------------- |
| Palkovics 45' Pardavi 73′ | (1 – 1) Jegyzőkönyv | Fischer 41' 84' Pintér 49' (11-esből) 87' Dzurják 81' Bánki 88' 10' Dukon 54' |

| Révész Géza utcai stadion, Siófok Nézőszám: 6 000 Játékvezető: Makó István (magyar) |

| 30. forduló 1988. június 5. |

| Ferencváros         | 2 – 0               | MTK–VM                  |
| ------------------- | ------------------- | ----------------------- |
| Fischer 65' 69' 77' | (0 – 0) Jegyzőkönyv | Varga 5' Katzenbach 44' |

| Üllői út, Budapest Nézőszám: 26 000 Játékvezető: Németh Lajos (magyar) |

#### A bajnokság végeredménye
|    | Csapat                         | Játszott | Gy | D  | V  | L  | K  | GK  | Pont | Megjegyzések                                      |
| -- | ------------------------------ | -------- | -- | -- | -- | -- | -- | --- | ---- | ------------------------------------------------- |
| 1  | Budapesti Honvéd SE            | 30       | 17 | 7  | 6  | 48 | 23 | +25 | 41   | Bajnok, 1988–1989-es bajnokcsapatok Európa-kupája |
| 2  | Tatabányai Bányász SC          | 30       | 13 | 11 | 6  | 58 | 35 | +23 | 37   | 1988–1989-es UEFA-kupa, 1988-as Intertotó-kupa    |
| 3  | Újpesti Dózsa SC               | 30       | 12 | 13 | 5  | 48 | 29 | +19 | 37   | 1988–1989-es UEFA-kupa                            |
| 4  | Rába Vasas ETO SC              | 30       | 14 | 7  | 9  | 49 | 43 | +6  | 35   |                                                   |
| 5  | Ferencvárosi TC                | 30       | 12 | 9  | 9  | 47 | 32 | +15 | 33   | 1988–1989-es közép-európai kupa                   |
| 6  | MTK-VM SK                      | 30       | 14 | 4  | 12 | 53 | 50 | +3  | 32   | 1988-as Intertotó-kupa                            |
| 7  | Haladás Vasutas SE             | 30       | 9  | 13 | 8  | 39 | 37 | +2  | 31   | 1988-as Intertotó-kupa                            |
| 8  | Pécsi Munkás SC                | 30       | 11 | 9  | 10 | 31 | 34 | -3  | 31   | 1988-as Intertotó-kupa                            |
| 9  | Vasas SC                       | 30       | 9  | 11 | 10 | 33 | 37 | -4  | 29   |                                                   |
| 10 | Váci Izzó MTE                  | 30       | 9  | 10 | 11 | 34 | 34 | 0   | 28   |                                                   |
| 11 | Videoton SC                    | 30       | 6  | 15 | 9  | 28 | 32 | -4  | 27   |                                                   |
| 12 | Siófoki Bányász SE             | 30       | 9  | 9  | 12 | 39 | 50 | -11 | 27   |                                                   |
| 13 | Békéscsabai Előre Spartacus SE | 30       | 8  | 11 | 11 | 30 | 42 | -12 | 27   | 1988–1989-es KEK selejtező                        |
| 14 | Zalaegerszegi TE               | 30       | 7  | 11 | 12 | 26 | 32 | -6  | 25   |                                                   |
| 15 | Debreceni Munkás Vasutas SC    | 30       | 8  | 7  | 15 | 33 | 48 | -15 | 23   | Kiesők                                            |
| 16 | Kaposvári Rákóczi FC           | 30       | 4  | 9  | 17 | 25 | 63 | -38 | 17   | Kiesők                                            |

#### Eredmények összesítése
Az alábbi táblázatban összesítve szerepelnek a Ferencvárosi TC 1987/88-as bajnokságban elért eredményei.
| Ősz/tavasz (forduló)    | Otthon | Otthon | Otthon | Otthon | Otthon | Otthon | Otthon | Idegenben | Idegenben | Idegenben | Idegenben | Idegenben | Idegenben | Idegenben |
| Ősz/tavasz (forduló)    | M      | GY     | D      | V      | LG–KG  | GK     | P      | M         | GY        | D         | V         | LG–KG     | GK        | P         |
| ----------------------- | ------ | ------ | ------ | ------ | ------ | ------ | ------ | --------- | --------- | --------- | --------- | --------- | --------- | --------- |
| Őszi szezon (1–15.)     | 8      | 3      | 3      | 2      | 12–9   | +3     | 9      | 7         | 1         | 3         | 3         | 8–11      | –3        | 5         |
| Tavaszi szezon (16–30.) | 7      | 5      | 2      | 0      | 15–4   | +11    | 12     | 8         | 3         | 1         | 4         | 12–8      | +4        | 7         |
| Összesen (1–30.)        | 15     | 8      | 5      | 2      | 27–13  | +14    | 21     | 15        | 4         | 4         | 7         | 20–19     | +1        | 12        |

### Magyar kupa
A 16 közé jutásért
| 1988. február 28. |

| Szentes | 0 – 1               | Ferencváros |
| ------- | ------------------- | ----------- |
|         | (0 – 1) Jegyzőkönyv | Fischer     |

| Szentes Nézőszám: 4 000 Játékvezető: Németh Lajos (magyar) |

Nyolcaddöntő
| 1988. március 2. |

| Volán FC                                  | 2 – 1               | Ferencváros           |
| ----------------------------------------- | ------------------- | --------------------- |
| Kovalik 45' (11-esből) Keller 55' (öngól) | (1 – 1) Jegyzőkönyv | Pintér 19' (11-esből) |

| Budapest Nézőszám: 4 000 Játékvezető: Drigán György (magyar) |

### Egyéb mérkőzések
| 1987. június 28. |

| Mödling | 0 – 4       | Ferencváros     |
| ------- | ----------- | --------------- |
|         | Jegyzőkönyv | Dzurják Strausz |

| Mödling |

| 1987. július 11. |

| Sturm Graz | 0 – 2       | Ferencváros |
| ---------- | ----------- | ----------- |
|            | Jegyzőkönyv | Dzurják     |

| Graz |

| 1987. július 14. |

| Austria Wien | 1 – 1       | Ferencváros |
| ------------ | ----------- | ----------- |
|              | Jegyzőkönyv | Kvaszta     |

| Bécs |

| 1987. július 16. |

| Servette FC | 4 – 3       | Ferencváros             |
| ----------- | ----------- | ----------------------- |
|             | Jegyzőkönyv | Dzurják Kvaszta Fischer |

| Martigny |

| 1987. július 18. |

| Bulle | 1 – 2       | Ferencváros |
| ----- | ----------- | ----------- |
|       | Jegyzőkönyv | Fischer     |

| Gimmel |

| 1987. július 22. |

| Bellinzona | 1 – 2       | Ferencváros    |
| ---------- | ----------- | -------------- |
|            | Jegyzőkönyv | Pintér Dzurják |

| Bellinzona |

| 1987. július 24. |

| Montreaux | 1 – 2       | Ferencváros  |
| --------- | ----------- | ------------ |
|           | Jegyzőkönyv | Dzurják Nagy |

| Montreaux |

| 1987. július 26. |

| FC Sion | 2 – 1       | Ferencváros |
| ------- | ----------- | ----------- |
|         | Jegyzőkönyv | Dzurják     |

| Saillon |

| 1987. július 28. |

| Yverdon | 1 – 2       | Ferencváros    |
| ------- | ----------- | -------------- |
|         | Jegyzőkönyv | Pintér Fischer |

| Yverdon |

| 1987. szeptember 8. |

| Stockerau | 0 – 3       | Ferencváros          |
| --------- | ----------- | -------------------- |
|           | Jegyzőkönyv | Zsinka Bánki Kvaszta |

| Stockerau |

| 1987. november 4. |

| Ferencváros         | 3 – 0       | Eisenstadt |
| ------------------- | ----------- | ---------- |
| Dzurják Topor Simon | Jegyzőkönyv |            |

| Üllői út, Budapest |

| 1988. február 6. |

| Royal Antwerp | 2 – 0               | Ferencváros |
| ------------- | ------------------- | ----------- |
|               | (1 – 0) Jegyzőkönyv |             |

| Antwerpen |

| 1988. február 8. |

| Alost | 4 – 2       | Ferencváros     |
| ----- | ----------- | --------------- |
|       | Jegyzőkönyv | Dzurják Fischer |

| Alost |

| 1988. március 27. |

| Ferencváros                     | 3 – 0               | Kongsvinger |
| ------------------------------- | ------------------- | ----------- |
| Fischer Dukon Topor tizenegyes' | (2 – 0) Jegyzőkönyv |             |

| Üllői út, Budapest Nézőszám: 600 Játékvezető: Szabó Béla (magyar) |

## Külső hivatkozások
- A csapat hivatalos honlapja (magyarul)
- Az 1987–88-as szezon menetrendje a tempofradi.hu-n (magyarul)